# Trương Tồn Mạnh
Trương Tồn Mạnh (chữ Hán: 张存孟/張存孟, ? – 1632), xước hiệu là Bất triêm nê, thủ lĩnh khởi nghĩa nông dân cuối đời Minh.

## Quá trình hoạt động
Mùa thu năm Sùng Trinh đầu tiên (1628), ông kêu gọi dân đói của các nơi Tuy Đức, Mễ Chi, Thanh Giản, ở Lạc Xuyên nổi dậy.
Tháng 6 năm thứ 4 (1631), Tồn Mạnh tham gia liên quân của Vương Tự Dụng. Ngày 7 tháng 9, ông rút quân từ Mễ Chi về Tây Xuyên, bị Hồng Thừa Trù cùng bọn Duyên Tuy tổng binh Trương Ứng Xương soái quan quân đánh bại, giết mất 300 người. Tồn Mạnh đưa hơn trăm kỵ binh chạy trốn, Hồng Thừa Trù đuổi nà không tha. Ông bèn giết bộ tướng "Song sí hổ", trói "Tử kim long" xin hàng. Hồng Thừa Trù xem thường hành vi của Tồn Mạnh, từ chối để ông gia nhập quan quân, cho về nguyên quán. Những nghĩa quân không chịu đầu hàng đều bỏ theo Lý Tự Thành.
Mấy tháng sau, Tồn Mạnh tái nổi dậy, ở nơi thâm sơn cùng cốc của Đại Sơn tổ chức 64 trại, muốn tính kế lâu dài. Tháng 3 năm thứ 5 (1632), bị quan quân bắt giết.